# SummerDays Festival
Das SummerDays Festival ist ein Indie-, Rock-, Pop- und Hip-Hop-Festival, das jeweils Ende August in Arbon direkt am Bodensee stattfindet. Es ging 2007 aus dem Openair Tufertschwil hervor und richtet sich an Musikfans zwischen 25 und 50 Jahren.

## Geschichte

### Open Air Arbon: 1980–1989
Ab 1980 gab es ein stetig wachsendes Open-Air-Festival in Arbon. Hier traten Künstler wie Gillan (1981), Eloy (1982), Alexis Korner (1982), Peter Hammill (1983), Status Quo (1986), Rory Gallagher (1987) und Bryan Adams (1988) auf.

### OpenAir Tufertschwil: 1995–2005
Die Veranstaltung begann als kleines Dorffest in Tufertschwil und zog mit der Zeit immer mehr Besucher an. In dieser Zeit hatte die Stuttgarter Partyband Blaumeisen eine Vielzahl an Auftritten, auch Grössen wie Status Quo, Boney M, Europe und Clawfinger waren auf dem Festival zu sehen. Im Jahr 2004 trat die Band Die Toten Hosen während ihrer Friss oder stirb Tour in Tufertschwil auf. 2004 hatte das Festival über drei Tage einen Besucherrekord von insgesamt 40'000 Besuchern. 2005 waren unter anderem die deutschen Fanta 4 oder die A-Capella Formation tuningforks zu Gast.

### OpenAir in Jonschwil: 2006–2007

#### 2006
In diesem Jahr fand das OpenAir Tufertschwil erstmals in Jonschwil statt. Da das Festival nach Dauerregen 2005 intensive Flurschäden verursacht hatte, musste es nach Jonschwil in die Degenau verlagert werden. Das Programm im darauffolgenden Jahr bedeutete einen hohen Verlust für den Veranstalter (Status Quo, Dr. Feelgood, BAP, Jamiroquai, Juli, Tokio Hotel). Der Festivalgründer und langjährige Veranstalter übergab das Festival an die Macher des OpenAir St. Gallen.

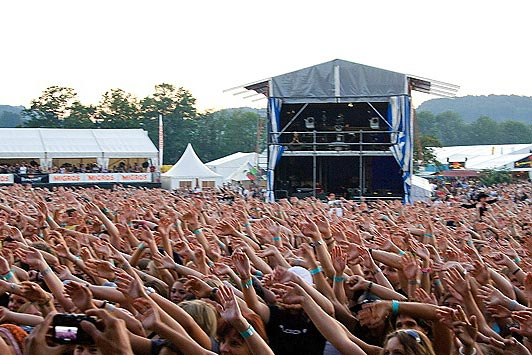
Das erste SummerDays Festival fand 2007 in Jonschwil statt.

#### 2007
Unter dem neuen Namen SummerDays Festival fand eine weitere Auflage in Jonschwil statt. Mit 16'000 Besuchern (8'000 pro Festivaltag) war das Festival nicht ausverkauft. Es spielten: Gary Moore, Jethro Tull, The Hooters, Florian Ast, Bootleg Beatles am Freitag und Nena, Polo Hofer & die Schmetterband, Sunrise Avenue, Plüsch, Bagatello, Starch, Frantic und das Tiger Ensemble aus St. Pauli am Samstag.
Nach dem Festival zogen die neuen Veranstalter Bilanz und entschieden, 2008 kein Festival durchzuführen. Ab 2009 sollte die Veranstaltung in Arbon direkt am Bodensee stattfinden.

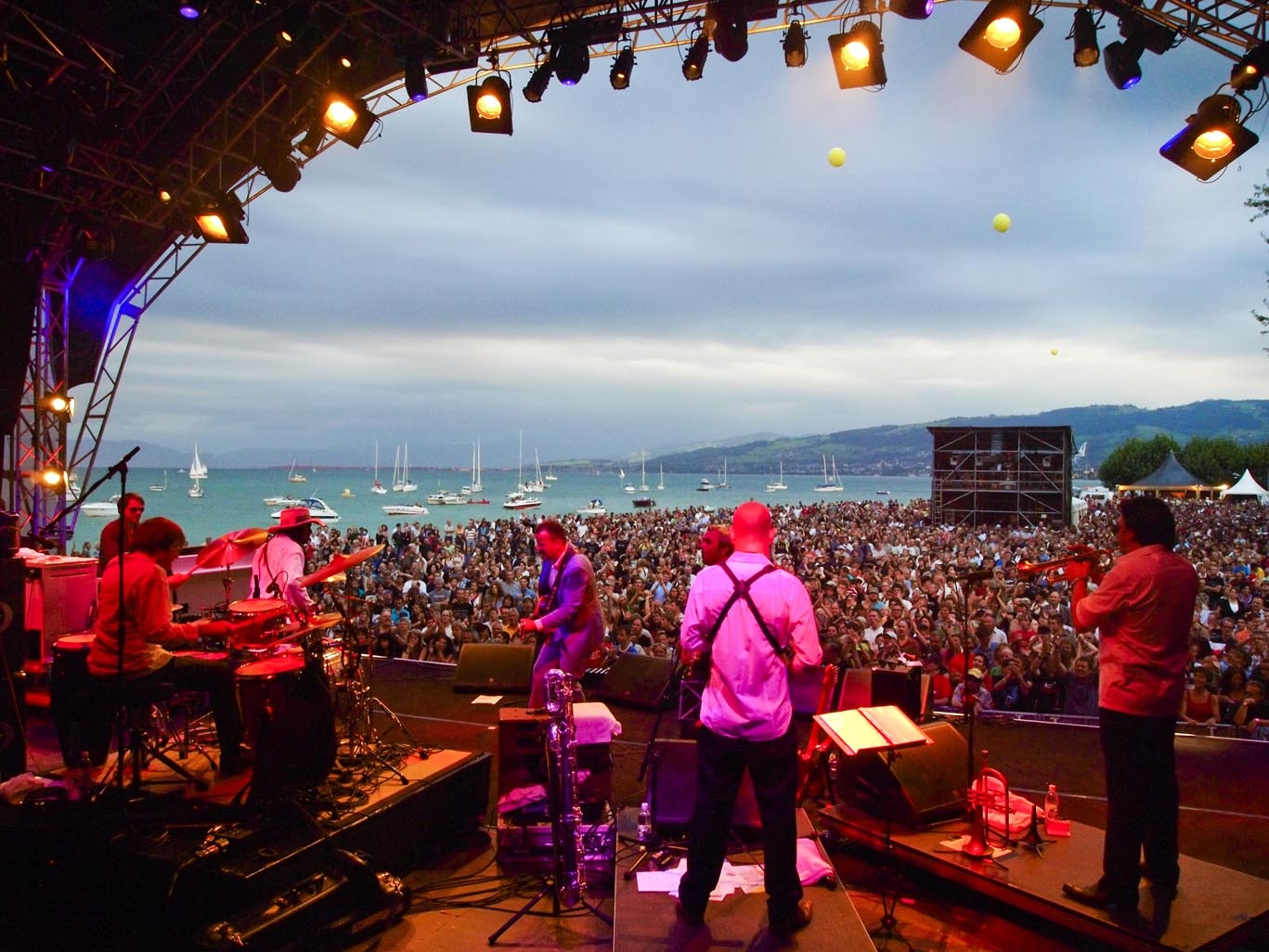
Blick von der Bühne in Richtung Bodensee (2009).

### SummerDays Festival in Arbon: ab 2009

#### 2009
Das Festival fand vom 28. bis 29. August zum ersten Mal in Arbon statt. Am 30. August wurde das Festivalgelände während des slowUp Bodensee und Schweiz zum Festzentrum mit Gratiskonzerten.
- Programm Freitag: Deep Purple (UK), Uriah Heep (UK), Björn Again (AUS), Philipp Fankhauser (CH), Slam & Howie and The Reserve Men (CH).
- Programm Samstag: Gölä (CH), Bligg (CH), Dieter Thomas Kuhn & Band (D), Patrice (D), Ritschi (CH), Männer am Meer (CH), Pegasus (CH), Migu (CH).
- Programm Sonntag: Red Cube (CH), Marius & die Jagdkapelle (CH), Big Band One for you & Chor Amazonas (CH) (Gratiskonzert)

#### 2010
Das Festival fand vom 27. bis 29. August statt
- Programm Freitag: Status Quo (UK), Barclay James Harvest feat. Les Holroyd (UK), Canned Heat (USA), Ten Years After (UK), Barock (D)
- Programm Samstag: MIKA (UK), Silbermond (D), The Baseballs (D), Dada Ante Portas (CH), Lunik (CH), Heinz de Specht (CH), Bright (CH)
- Programm Sonntag:kostenloser Festplatz des SlowUp Bodensee+Schweiz: Swisspäck (CH), Leierchischte (CH) und Mr. Ray's Class (CH)

#### 2011
Das Festival fand vom 26. bis 28. August statt
- Programm Freitag: Marla Glen (USA), Ric Burdon & The Animals (UK), Manfred Mann’s Earth Band (UK), Roger Hodgson & Band (UK), Jimmy Cliff (JAM)
- Programm Samstag: Junes (CH), Klee (D), Adrian Stern (CH), Baschi (CH), Bligg (CH), Texas (UK), The Locos (ES)
- Programm Sonntag:kostenloser Festplatz des SlowUp Bodensee+Schweiz: Gossau Gospel Choir (CH), Linard Bardill (CH), Bernhard (CH), Sina (CH)

#### 2012
Das Festival fand vom 24. bis 26. August statt
- Programm Freitag: Dr. Feelgood (UK), The Straits (UK), Mike & The Mechanics (UK), Toto (USA), The Original Blues Brothers Band (USA)
- Programm Samstag: Drops (CH), Nneka (D), Lovebugs (CH), Plüsch (CH), Patent Ochsner (CH), Amy Macdonald (UK), Dick Brave & The Backbeats (D)
- Programm Sonntag:kostenloser Festplatz des SlowUp Bodensee+Schweiz: Christian Schenker & Grüüveli Tüüfeli (CH), Maxin (CH), Pegasus (CH)

#### 2013
Das Festival fand am 23. und 24. August statt
- Programm Freitag: Les Sauterelles (CH), Nazareth (UK), Krokus (CH), Joe Cocker (UK), Earth, Wind & Fire Experience (USA)
- Programm Samstag: Lina Button (CH), Adrian Stern (CH), Seven (CH), 77 Bombay Street (CH), Sunrise Avenue (FIN), Die Fantastischen Vier (D), Candy Dulfer (NL)

#### 2014
Das Festival fand am 29. und 30. August statt
- Programm Freitag: Philipp Fankhauser (CH), Mother’s Finest (USA), Gotthard (CH), Simple Minds (UK), The Australian Pink Floyd Show (AUS)
- Programm Samstag: Gion Stump & The Lighthouse Project (CH), Ira May (CH), Pegasus (CH), Bastian Baker (CH), Tim Bendzko (D), Jamiroquai (UK), The BossHoss (D)

#### 2015
Das Festival fand am 28. und 29. August statt
- Programm Freitag: Fish (UK), The Best Of Jethro Tull Performed by Ian Anderson (UK), Alan Parsons Live Project (UK), Deep Purple (UK), The Baseballs (D)
- Programm Samstag: The Gardener & The Tree (CH), Carrousel (CH), Müslüm (CH), Y'Akoto (D), Milky Chance (D), Sunrise Avenue (FI), Jan Delay & Disko No. 1 (D)

#### 2016
Das Festival fand am 26. und 27. August 2016 statt
- Programm Freitag: SAGA (CAN), ELO - performed by Phil Bates (UK), Level 42 (UK), Simply Red (UK), Spider Murphy Gang (D)
- Programm Samstag: Amélie Junes (CH), Yokko (CH), Baschi (CH), Gregor Meyle (D), Patent Ochsner (CH), Hurts (UK), Faithless (UK)

#### 2017
Das Festival fand am 25. und 26. August statt.
- Programm Freitag: The Hooters (USA), Manfred Mann’s Earth Band (UK), UB40 feat. Ali Campbell, Astro & Mickey Virtue (UK), Status Quo (UK), Trauffer (CH)
- Programm Samstag: Saint City Orchestra (CH), Hecht (CH), Pegasus (CH), Tom Odell (UK), Rea Garvey (IRL), Ellie Goulding (UK), Stress (CH)

#### 2018
Das Festival fand am 24. und 25. August statt.
- Programm Freitag: Van Morrison (IRE), Gotthard (CH), Gipsy Kings (FR), 10cc (UK), The Sweet (UK)
- Programm Samstag: Amy Macdonald (UK), Bligg (CH), Lo & Leduc (CH), Seven (CH), Joris (DE), Dabu Fantastic (CH), Pigeons on the Gate (CH)

#### 2019
Das Festival fand am 23. und 24. August statt.
- Programm Freitag: Herbert Grönemeyer (DE), Bonnie Tyler (UK), Procol Harum (UK), Wishbone Ash (UK), Saint City Orchestra (CH)
- Programm Samstag: Mark Forster (DE), Kodaline (IRE), Alvaro Soler (DE), Bastian Baker (CH), Stefanie Heinzmann (DE), Marc Sway (CH), Kaufmann (CH)

#### 2020
Das SummerDays Festival 2020 musste aufgrund von Covid-19 auf 2021 verschoben werden. Es fand kein Festival statt.

#### 2021
Das Festival fand am 3. und 4. September statt.
- Programm Freitag: Peter Maffay (DE), Jethro Tull (UK), The Baseballs (DE), 77 Bombay Street (CH), Red Hot Chilli Pipers (CH)
- Programm Samstag: Hecht (CH), Patent Ochsner (CH), Adel Tawil (DE), Gentleman (DE), Kunz (CH), Marius Bear (CH), La Nefera (CH)